# Jaecoo 7
Jaecoo J7 — компактный кроссовер, выпускаемый китайской компанией Chery Automobile под брендом Jaecoo с 2023 года. Марка Jaecoo используется только на экспортных рынках, в Китае эта модель называется Chery Tansuo 06.

## Описание
Технически модель унифицирована с кроссовером Chery Tiggo 7 Pro. Длина автомобиля — 4,5 метра.
В сентябре 2023 года кроссовер Jaecoo J7 официально представили в России. Автомобиль оснащается 1,6-литровым бензиновым двигателем с турбонаддувом, развивающим 186 л. с., и семиступенчатой роботизированной коробкой передач Getrag с двойным мокрым сцеплением. У модели есть версии с передним и полным приводом. 

## Галерея

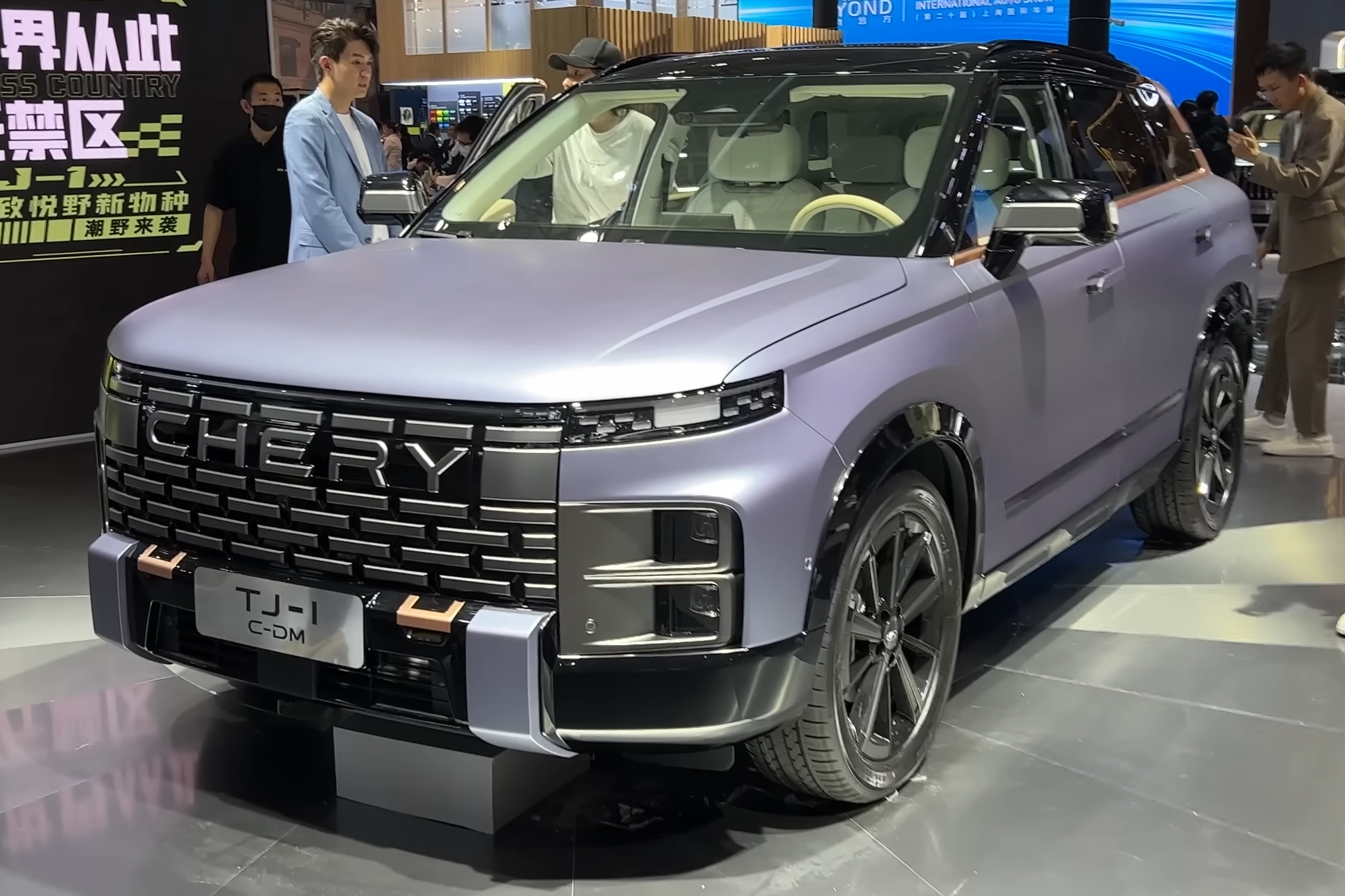
Chery TJ-1 C-DM
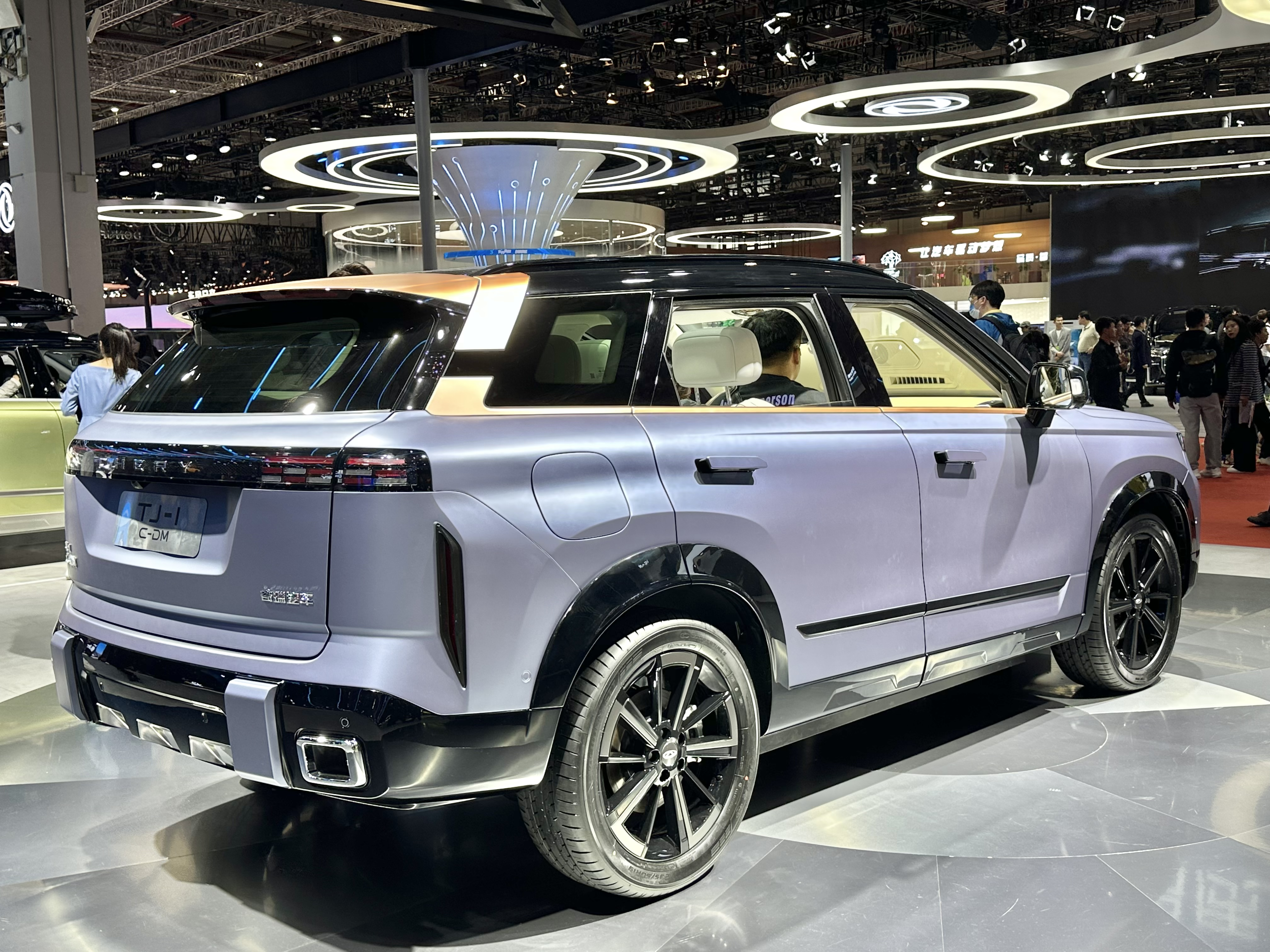
Вид сзади
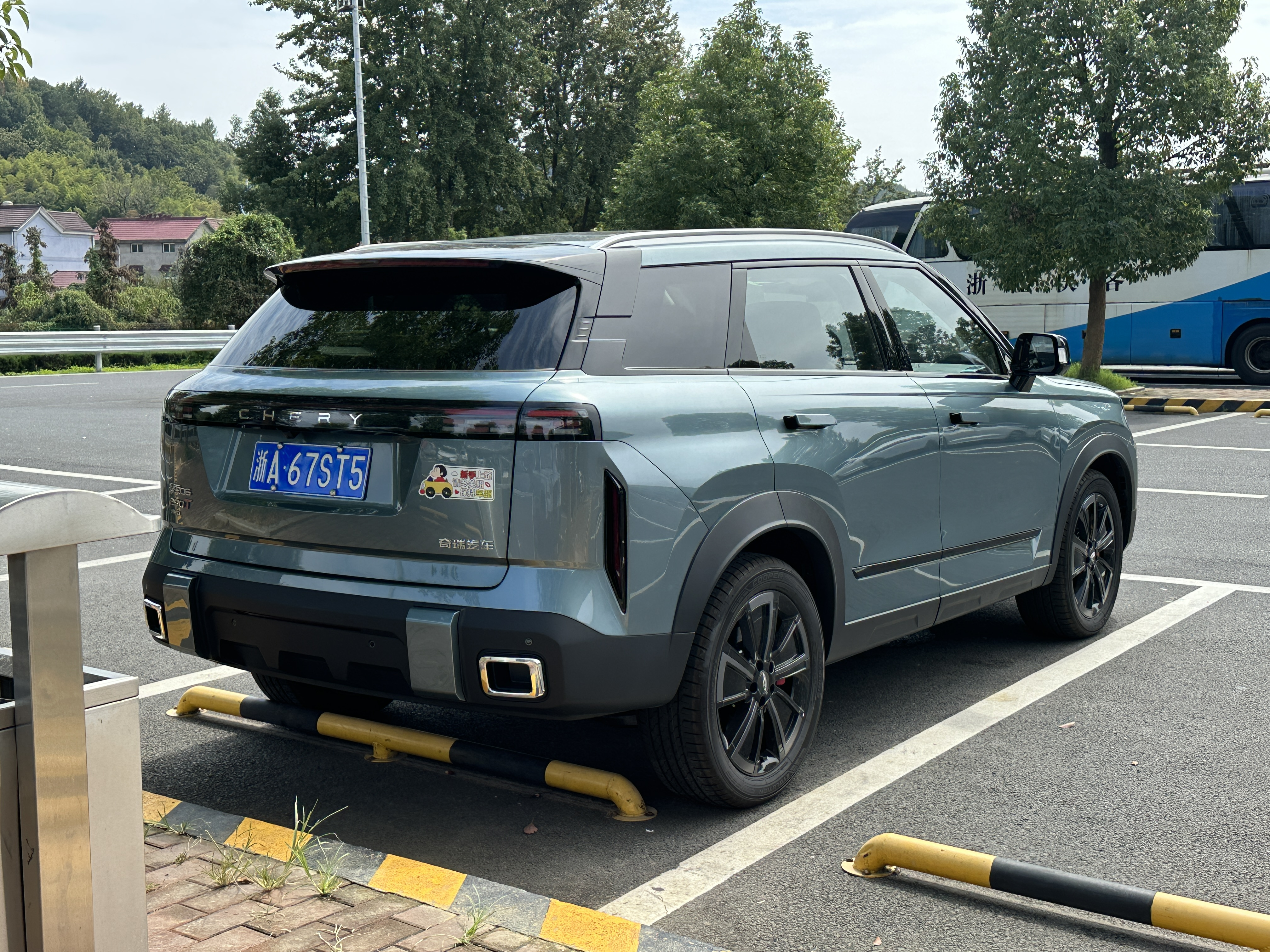
Chery Explore 06
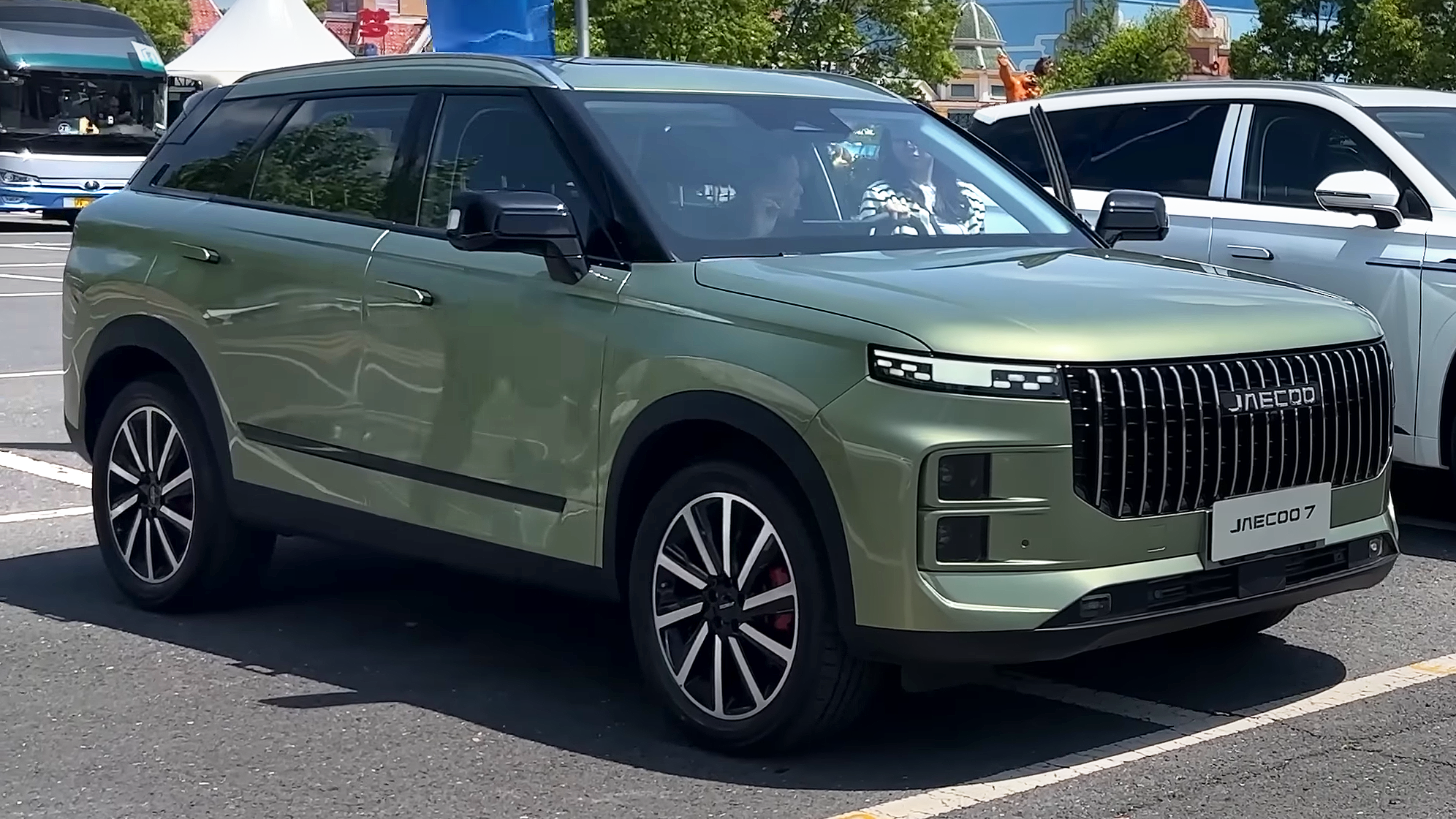
Jaecoo J7
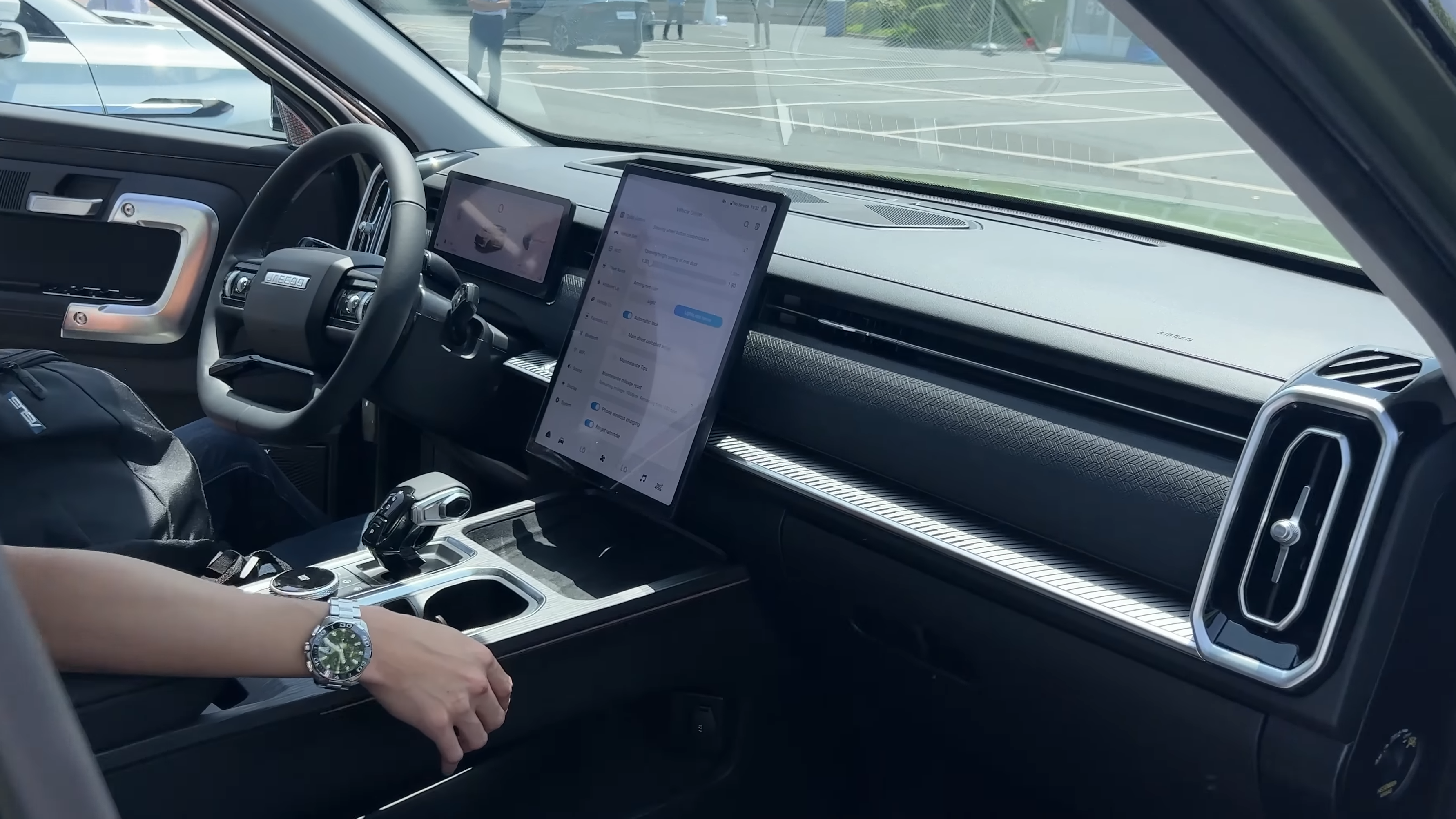
Интерьер